# Licensing Act (1662)
Pour les articles homonymes, voir Licensing act.
Le Licensing Act de 1662 est une loi votée par le Parlement d'Angleterre, peu après la restauration en 1660 du roi Charles II, qui a pour objectif de prévenir les fréquents abus dans l'édition et les livres et pamphlets séditieux ou licencieux.
Cette loi, détestée car elle restreignait considérablement la liberté de la presse, a été prolongée dans le même sens par le Statute Law Revision Act de 1863. À l'origine limitée à deux ans, la durée d'application de la loi s'est perpétuée progressivement. De sévères pénalités sous forme d'amendes et d'emprisonnement ont rendu la loi dissuasive et la presse britannique s'est peu à peu réduite à la London Gazette.
Le non-renouvellement de la loi par la chambre des communes, plusieurs années après la Glorieuse Révolution britannique, en 1695, a entraîné la création de nombreux journaux à Londres, en particulier par des immigrés de la diaspora protestante.
Cette loi est remplacée par le Copyright Act de 1710 qui permet une régulation du copyright par le gouvernement et les tribunaux au lieu d'accords entre personnes privées.